# Orlando (opéra)
Pour les articles homonymes, voir Orlando.
 (août 2025).
Si vous disposez d'ouvrages ou d'articles de référence ou si vous connaissez des sites web de qualité traitant du thème abordé ici, merci de compléter l'article en donnant les références utiles à sa vérifiabilité et en les liant à la section « Notes et références ».
Représentations notables
- 27 janvier 1733, King's Theatre (création), avec Senesino (Orlando), Anna Maria Strada (Angelica), Francesca Bertolli (Medoro), Celeste Gismondi (Dorinda), Antonio Montagnana (Zoroastro)
- 25 mai 1922, Handel Festival (en) de Halle-sur-Saale

Personnages
- Orlando (mezzo-soprano ou contreténor)
- Angelica (soprano)
- Medoro (mezzo-soprano)
- Dorinda, bergère (soprano)
- Zoroastro, magicien (basse)

Airs
- Air « Fammi combattere » - Orlando - Acte I
- Air « Quando spieghi tuoi tormenti » - Dorinda - Acte II
- Air « Cielo! se tu il consenti » - Orlando - Acte II
- Trio « Consolati o bella » - Angelica, Medoro et Dorinda - Acte I

Orlando (HWV 31) est un opera seria en trois actes composé par Georg Friedrich Haendel et finalisé le 27 janvier 1733 pour le King's Theatre à Londres. Le livret est une adaptation par un librettiste anonyme d'Orlando de Carlo Sigismondo Capece. Ces livrets sont inspirés d'une part du livret de Grazio Braccioli l'Orlando furioso écrit pour Antonio Vivaldi et d'autre part du poème éponyme écrit au XVIe siècle par L'Arioste.
L'opéra met en musique le conflit intérieur d'Orlando (Roland), chevalier de Charlemagne, partagé entre son devoir guerrier et sa passion amoureuse pour Angelica. Cette œuvre est considérée comme l'un des sommets de la production lyrique de Haendel, où magie, folie et enchantement tiennent un rôle important.

## Histoire
Orlando affiche dans le rôle-titre le castrat Senesino pour les dix premières représentations. Au terme de celle-ci, Senesino tombe malade et se déplaît de la pièce. Cela met un terme à la production et marque également la fin d'une longue mais orageuse collaboration entre le castrat et Haendel.
La pièce est oubliée pendant près de deux siècles jusqu'à la première édition du Handel Festival le 25 mai 1922 à Halle-sur-Saale dans lequel elle est l'œuvre inaugurative, suivie par Rodelinda. Depuis la seconde moitié du XXe siècle, Orlando est régulièrement repris, notamment dans le cadre du renouveau baroque.

## Analyse
Orlando illustre les conventions de l'opera seria tout en les renouvelant. Comme la plupart des opéras du genre, l'ouvrage est structuré en trois actes, avec un nombre limité de personnages et une intrigue centrée sur des thèmes nobles : le devoir, l'amour et la folie. La fin en réconciliation générale (lieto fine) respecte également la tradition morale du genre.
L'œuvre met en avant la forme de l'aria da capo, air en trois parties (A-B-A') qui permet au chanteur d'orner et de varier la reprise. Ces airs expriment tour à tour la passion, la jalousie ou la douleur des personnages, tandis que les récitatifs font progresser l'action dramatique. La virtuosité vocale, associée aux ornements improvisés, confère à chaque rôle une dimension psychologique particulière.
La distribution vocale traduit une hiérarchie dramatique : les voix aiguës incarnent la jeunesse et la passion (Angelica et Dorinda, sopranos ; Medoro, mezzo-soprano), tandis que la basse de Zoroastro symbolise l'autorité et la sagesse. Le rôle-titre, confié à la création au castrat Senesino, est aujourd'hui chanté par des mezzo-sopranos ou des contreténors. Ce choix souligne la complexité du personnage d'Orlando, héros chevaleresque qui sombre dans la folie avant d'être ramené à la raison. La tessiture aiguë du rôle, associée à sa stature héroïque, accentue la tension entre vulnérabilité et force.
La partition témoigne de l'attention particulière que Haendel portait à l'orchestration. Elle fait appel aux cordes, aux bois, aux cors, au luth et à deux clavecins. La basse continue soutient l'ensemble et renforce l'expressivité des chanteurs. Les couleurs orchestrales contribuent à la caractérisation des scènes, en particulier dans les passages liés à la magie et à la folie d'Orlando.
La thématique de la folie occupe une place centrale dans l'opéra. Orlando perd progressivement le sens de la réalité et se croit transporté aux Enfers. Cette représentation de la démence, rare dans l'opera seria, anticipe des scènes de folie qui marqueront plus tard l'opéra romantique. L'usage de récitatifs accompagnés et d'airs au caractère dramatique accentue la rupture avec la logique héroïque habituelle du genre.

## Argument
Le chevalier Orlando (Roland de Ronceveaux), grand soldat de l'armée de Charlemagne, exprime son indécision, hésitant entre son devoir, partir faire la guerre, et sa passion amoureuse pour la reine païenne Angelica, la compagne du Prince Medoro, lui-même aimé par une autre, Dorinda, bergère de son état. L'intervention du magicien Zoroastro fera tout rentrer dans l'ordre.
Acte I

### Au sommet d'une montagne
Le magicien Zoroastro, étudie le destin d’Orlando en regardant les étoiles durant la nuit. Le chevalier ne partira pas à la guerre tant qu'il sera amoureux d'Angelica. Le magicien évoque des visions troublantes des grands héros de l'Antiquité endormis aux pieds de Cupidon. Zoroastro exhorte Orlando à oublier Vénus, la déesse de l'amour, et à suivre une fois de plus Mars, dieu de la guerre. (Aria :« Lascia Amor »). Orlando convient que l'amour et le devoir ne sont pas nécessairement en conflit, en évoquant le destin d'Hercule ou celui d'Achille (Aria :« Non fu già men forte Alcide »).

### Dans un bosquet avec des cabanes de bergers -
La bergère Dorinda réfléchit aux beautés de la nature, qui ne l'apaisent plus comme autrefois, ce qui signifie sans doute qu'elle est en train de tomber amoureuse d'Orlando. Orlando se précipite sur la scène avec une princesse, Isabelle, qu'il vient de sauver du danger, et Dorinda pense qu'il est peut-être amoureux aussi (Aria : « Ho un certo rossore »).
Dorinda a hébergé la princesse Angelica dans sa hutte quand cette dernière avait trouvé le guerrier maure Medoro blessé à mort et était tombée désespérément amoureuse de lui, tout en se réfugiant avec lui dans la demeure de Dorinda. Cette dernière, étant elle-même éprise de Medoro, comprend la passion entre lui et Angelica. Medoro s'en défend et rassure la bergère en prétendant qu'Angelica est une de ses parentes et qu'il n'oubliera jamais sa gentillesse envers lui (Aria : « Se il cor mai ti dira »). Dorinda sait que Medoro ne dit pas la vérité, mais le trouve charmant (Aria : « O care parolette Se il cor mai ti dira »).
Zoroastro révèle à Angelica qu'il connait son amour pour Medoro et l'avertit que la jalousie d'Orlando lorsqu'il découvrira cela, conduira à des résultats imprévisibles et potentiellement dangereux. Quand Angelica rencontre Orlando, elle prétend éprouver une vive jalousie du fait de son sauvetage de la princesse Isabelle. Elle ne pourrait pas aimer un homme qui ne lui serait peut-être pas fidèle (Aria : « Se fedel vuoi ch'io ti creda »). Orlando l'assure de son amour exclusif pour elle et se propose de tout faire pour le prouver, y compris combattre des monstres féroces (Aria : « Fammi combattere »).
Alors qu'Orlando s'en va, Medoro entre et demande à Angelica qui était son compagnon. Elle explique qu'Orlando est un puissant guerrier et qu'il est épris d'elle. Medoro lui conseille de se retirer dans son royaume à l'est pour échapper à sa colère. Dorinda est bouleversée de les voir s'embrasser, mais les amants lui disent de ne pas se décourager ; un jour, elle aussi trouvera l'amour. Angelica offre à Dorinda un bracelet orné de bijoux en remerciement de son hospitalité (Trio : « Consolati o bella »).
Acte II
Acte II

### Dans une forêt -
Dorinda, inconsolable de la perte de Medoro, écoute le chant mélancolique du rossignol et trouve qu'il correspond à son humeur (Arioso : « Quando spieghi tuoi tormenti »). Orlando exige de savoir pourquoi Dorinda a dit aux gens qu'il était amoureux d'Isabella. Dorinda nie et dit qu'elle ne parlait pas de lui mais de l'amour de Medoro et d'Angelica. Elle lui montre le bracelet qu'elle prétend que Medoro lui a donné et dit qu'elle voit son visage dans chaque ruisseau et chaque fleur (Aria : « Se mi rivolgo al prato »). Orlando reconnaît le bracelet comme celui qu'il avait donné à Angelica et est furieux de sa trahison. Il jure de la tuer, puis de se tuer lui-même, et de la poursuivre jusqu'en enfer (Aria : « Cielo! se tu il consenti »).

### D'un côté, un bosquet de lauriers, de l'autre, l'entrée d'une grotte -
Zoroastro conseille à Medoro et Angelica de fuir la colère d'Orlando et promet de les protéger dans leur voyage, leur conseillant de toujours se laisser guider par la raison (Aria : « Tra caligini profonde »). Angelica et Medoro sont attristés de devoir quitter le bois où ils sont tombés amoureux et Medoro grave leurs noms dans les arbres en guise de souvenir (Aria : « Verdi allori »). Angelica est reconnaissante à Orlando de lui avoir sauvé la vie une fois et se sent coupable de lui avoir menti, mais se dit qu'il finira par comprendre son amour pour Medoro, étant lui-même amoureux (Aria : « Non potrà dirmi ingrata »). Elle fait un triste adieu au beau bosquet où elle est tombée amoureuse pour la première fois (Aria : « Verdi piante »).
Orlando se précipite et tente d'assassiner Angelica, qui appelle en vain Medoro pour la sauver. Zoroastro invoque les esprits pour emporter Angelica dans un nuage. Orlando commence à perdre la raison : il s'imagine mort et se voit entrer dans l'Hadès. Il a une vision de son rival détesté dans les bras de Proserpine, reine des Enfers, mais il remarque ensuite que Proserpine pleure et éprouve de la pitié (Accompagnement : « Ah ! Stigie larve »). De nouveau furieux, Orlando se précipite dans la grotte, mais celle-ci s'ouvre, révélant Zoroastre dans un char volant. Il y place Orlando et l'emporte.
Acte III

### Dans un bosquet de palmiers
Medoro s'est séparé d'Angelica dans la confusion et est retourné dans la cabane de Dorinda pour chercher refuge une fois de plus. Il lui dit qu'il l'aimerait s'il le pouvait, mais son cœur ne lui appartient pas (Aria : « Vorrei poterti amar »). Dorinda commente le tourbillon de passions provoqué par l'amour (Aria : « Amore è qual vento »). Orlando apparaît et, s'adressant à Dorinda comme à Vénus, lui déclare son amour. Dorinda voit qu'Orlando est toujours dément, d'autant plus qu'il la confond avec un ennemi masculin avec lequel il s'est battu auparavant.
Zoroastro apparaît et ordonne à ses esprits assistants de transformer le bosquet en une grotte sombre, où il tentera de rendre la raison à Orlando. Il sait que les tempêtes finissent par se calmer et que le calme reviendra (Aria : « Sorge infausta una procella »).
Angelica trouve Dorinda en larmes et lui explique que dans sa folie Orlando a brûlé sa maison au sol, tuant Medoro. Angelica est désespérée et quand Orlando apparaît, elle le supplie de la tuer aussi (Duo : « Finché prendi ancora il sangue »).
Orlando jette Angelica dans la grotte et, imaginant qu'il a débarrassé le monde de tous ses monstres, s'allonge pour se reposer. Zoroastro déclare que le temps est venu pour l'esprit d'Orlando d'être guéri. Un oiseau descend avec une fiole d'or, dont le sorcier verse le contenu sur le visage endormi d'Orlando.
Alors qu'Orlando commence à ressentir les effets de la potion magique, il chante l'aria « Gia l'ebro mia ciglio ». Orlando se réveille, revenu à la raison, mais est horrifié d'apprendre qu'il a tué Medoro et Angelica et supplie lui-même d'être tué. Mais Zoroastro a sauvé Angelica et Medoro ; Orlando est heureux de les voir et leur souhaite une vie merveilleuse.
Dorinda oublie son chagrin et invite tout le monde dans sa maison pour faire la fête (Refrain : « Con un diverso ardor, gia che ciascun e pago »)

## Rôles, tessitures et distribution de la Première
| Rôle      | Voix                                   | Première, le 27 janvier 1733 |
| --------- | -------------------------------------- | ---------------------------- |
| Orlando   | Contreténor ou Mezzo-soprano (Castrat) | Senesino                     |
| Angelica  | soprano                                | Anna Maria Strada del Pò     |
| Medoro    | Mezzo-soprano                          | Francesca Bertolli           |
| Dorinda   | soprano                                | Celeste Gismondi             |
| Zoroastro | basse                                  | Antonio Montagnana           |

## Discographie
- Orlando avec Patricia Bardon, Rosa Mannion, Hillary Summers, Rosemary Joshua, Harry Van der Kamp - Les Arts Florissants dir. William Christie - 3CD Erato (1996) (OCLC 694834678)
- Orlando avec Owen Willetts (Orlando), Karina Gauvin (Angelica), Allyson McHardy (Medoro), Amanda Forsythe (Dorinda), Nathan Berg (Zoroastro) - Pacific Baroque Orchestra, Alexander Weimann - Atma Classique - Novembre 2013.
- Orlando, avec Bejun Mehta, Sophie Karthäuser, Kristina Hammaström, Sunahe Im, Konstantin Wolff, Ensemble baroque B’Rock Orchestra sous la direction de René Jacobs, enregistré au Concertgebouw de Bruges l'été 2013, Deutsche Gramophon / Archiv Produktion - 2014_

- Orlando, avec Christophe Dumaux (Contre ténor), Rachel Nicholls (Soprano), Elena de la Merced (Soprano), Jean-Claude Malgoire (Chef d'orchestre), ensemble orchestral La Grande Ecurie et La Chambre du Roy - 3 CD Panclassics 2018